# Stone Island
Stone Island ist eine italienische Herren-Modemarke im gehobenen Preissegment mit eigenen Einzelhandelsgeschäften.

## Unternehmensgeschichte

### Stone Island

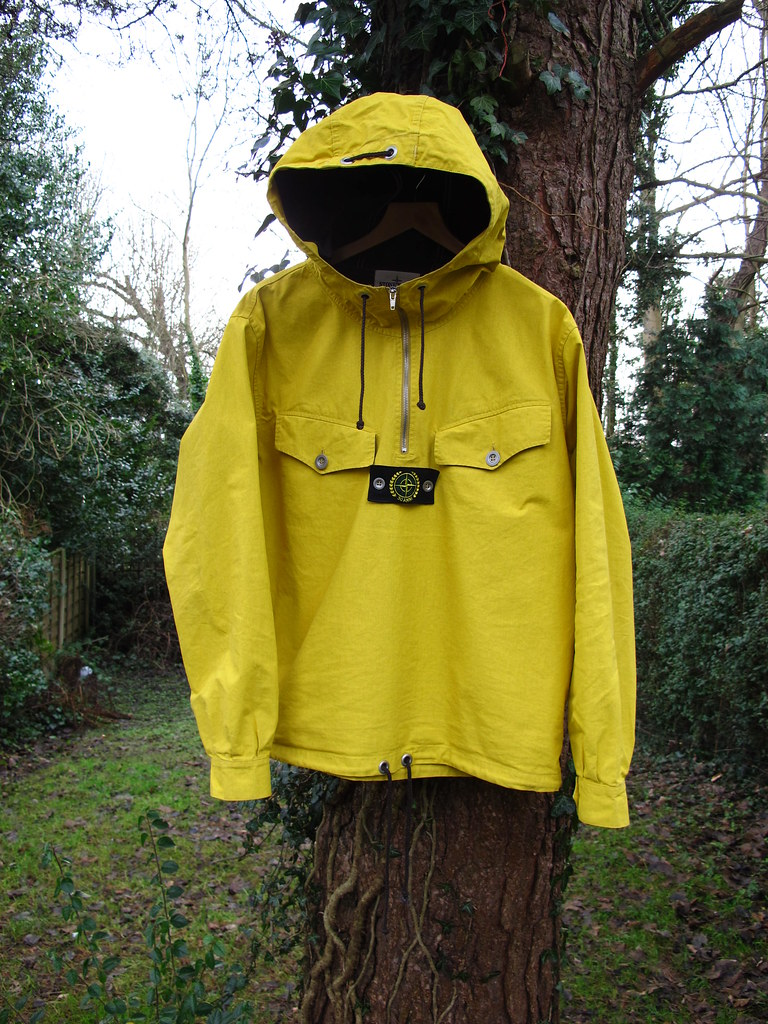
Stone Island Jacke

Die Marke wurde 1982 von dem italienischen Designer Massimo Osti (* 17. Juni 1944 in Baricella, † 6. Juni 2005 in Bologna) als progressive Zweitlinie neben seiner C.P. Company-Hauptkollektion auf den Markt gebracht. Osti hatte das Unternehmen C.P. Company SpA 1974 in Ravarino ins Leben gerufen, zu dem schließlich die Marken C.P. Company, Stone Island und Boneville (1995 eingestellt) gehörten. Stone Island wurde bekannt als Vorreiter bei speziellen Färbetechniken und einzigartiger, unkonventioneller Oberflächenbehandlung. Die Marke war bspw. eine der ersten, die den Stonewash-Effekt serienmäßig zum Einsatz brachte.
Der Name Stone Island, ursprünglich von Ostis Frau Daniela als „isola di pietra“ (dt. 'Steininsel') vorgeschlagen, soll die Freiheit einer Insel und die Unverwüstbarkeit von Stein symbolisieren. Osti hatte sich bei der Namensfindung von Romanen von Joseph Conrad inspirieren lassen. Osti hatte die Zweitlinie ins Leben gerufen, um innovative Stoffentwicklungen, die für seine hochwertig-schlichte Hauptkollektion C.P. Company zu progressiv waren, in eine Kollektion umsetzen zu können.
Ab 1993 befand sich Stone Island komplett im Besitz der italienischen Rivetti-Familie, die bereits 1983 eine Kooperation mit Osti eingegangen war.
2017 beteiligten die Rivettis einen Partner aus Singapur, und Ende 2020 wurde Stone Island von Moncler übernommen.

### Innovationen
Neue, teils futuristisch anmutende Produktentwicklungen Ostis der 1980er Jahre, für die zum Teil spezielle Industriemaschinen geschaffen werden mussten und die oftmals mit Patenten einhergingen, waren bspw. mit einer (hauchdünnen) Gummi-Schicht einseitig bezogene Baumwolle (Stone Island Raso Ray Parka, 1983), Wolle (Stone Island Rubber Wool Parka, 1986) oder Flachsfaser (Stone Island Rubber Flax Jacket, 1987), um Wasserdichtigkeit zu erzeugen sowie ein Stoffmaterial, das nach einer Quarz-Behandlung durch Wärmeeinwirkung seine Farbe veränderte (Stone Island Ice Jacket, 1985), mit Stahl-Fäden versetztes Stoffmaterial (Stone Island Pure Metal Shell Jacket, 1988) und die Verarbeitung von Glaspartikeln im Obermaterial (Stone Island Reflective Jacket, 1989).

### Eigentumsverhältnisse
1983 verkaufte Osti C.P. Company, und damit Stone Island, zu 50 % an die GFT-Gruppe, einen italienischen Textil- und Lizenzmode-Hersteller. Carlo Rivetti, der Sohn des GFT-Eigners, wurde 1989 zum Geschäftsführer von C.P. Company SpA bestellt. GFT übernahm C.P. Company 1991 komplett. Als die C.P. Company SpA 1993 aus der GFT-Gruppe ausgegliedert werden sollte, übernahmen Carlo Rivetti und seine Schwester Cristina mit ihrer Firma Rivetex das Unternehmen. Osti schied 1994 als Designer aus, seine letzte Stone Island Kollektion war die Saison Sommer 1995. Bis 2008 übernahm der englische Designer Paul Harvey das Design der Stone-Island-Kollektionen im Stile Ostis. Seither kümmert sich ein Design-Team unter der Leitung der Designerin Gionata Malagodi, die bereits zwischen 1994 und 1998 (anfangs noch zusammen mit Osti), für das Label verantwortlich war, um die Kollektionen.
Anfang 2010 verkaufte Rivetti das Label C.P. Company, um sich voll auf die Marke Stone Island und deren Ausbau, besonders auch in Deutschland, konzentrieren zu können. Die Muttergesellschaft von Stone Island heißt bis heute Sportswear Company.
2017 verkauften die Rivettis zwecks internationaler Expansionspläne einen 30%-Anteil von Stone Island an Temasek Holdings aus Singapur.
Ende 2020 kündigte Moncler an, den 50,1 % Anteil von Carlo Rivetti und die fast 20 % der Rivetti-Familie an Stone Island sowie die 30 % von Temasek aufzukaufen. Stone Island wurde durch das Übernahmeangebot auf 1,15 Milliarden Euro bewertet.

### Portfolio

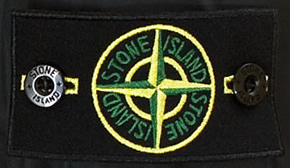
Stone Island Windrosen-Badge

Stone Island ist eine reine Herren-Marke und bietet seit 2006 auch eine Knaben-Kollektion (Stone Island Junior) an. Trotzdem zieht die Marke auch weibliche Kundschaft an. Das wichtigste Erkennungsmerkmal von Stone Island ist der abnehmbare Kompass-Badge, ein rechteckiges Stoff-Etikett mit gesticktem Kompass-Motiv, das bspw. bei Pullovern und Jacken am linken Ärmel in Oberarm-Höhe mit zwei Knöpfen befestigt ist. Ursprünglich waren die Badges grün umrandet, wurden in der Frühlingskollektion 2000 jedoch im Rahmen einer Designänderung schwarz gefärbt. Einige limitierte Stücke tragen ein weiß umrandetes Markenzeichen. Stone Island führte zudem 2001 eine Denim-basierte Zweitlinie für Herren unter dem Namen Stone Island Denims ein, die allerdings mit der Kollektion Herbst/Winter 2009 wieder eingestellt wurde. Diese Kollektion war preislich etwas niedriger angesiedelt und hatte anstelle der Kompass-Badges einen Aufdruck mit dem Schriftzug Stone Island Denims. Zudem besteht seit 2008 die technologisch-avantgardistische Stone Island Shadow Project Kollaboration mit dem Münchner Design-Team ACRONYM.

### Ladengeschäfte
Stand 2025 betreibt Stone Island insgesamt 89 eigene oder von Partnern betriebene Boutiquen:
- Italien (Florenz, Forte dei Marmi, Mailand, Riccione, Rom, Serravalle Scrivia, Turin, Venedig und Verona)
- Belgien (Antwerpen)
- Deutschland (Frankfurt, Hamburg, Keitum/Sylt und München)
- Frankreich (Paris und Serris)
- Japan (u. a. Tokio und Osaka)
- Kanada (Toronto)
- Niederlande (Amsterdam)
- Österreich (Wien)
- Schweden (Stockholm)
- Spanien (Marbella)
- Südkorea (u. a. Seoul und Daegu)
- Vereinigtes Königreich (Bicester und London)
- Vereinigte Staaten (u. a. Los Angeles und New York City)
- Volksrepublik China (u. a. Hongkong und Shanghai)

### Britische Fußballfans
Stone Island konnte sich vor allem in Großbritannien ab den 1980er Jahren, unter anderem wegen der hohen Verkaufspreise und des robusten Materials, als angesagte Casual-Marke durchsetzen. Ab Mitte der 1980er Jahre begannen sich Anhänger der Hooligan-Szene mittels Designerkleidung von Armani, Aquascutum, Burberry und besonders auch Stone Island als Statussymbol von klassischen Fans abzuheben. Daher besteht bei der Marke bis heute eine gewisse Assoziation zu britischen Fußballhooligans, die auch durch Filme wie The Football Factory (2004), Hooligans (2005) und The Firm (1988, Remake 2009), in denen Stone Island prominent präsentiert wird, verstärkt wurde. Das Unternehmen selbst profitiert von den Fußball-Fans mit hohen Absatzzahlen in Großbritannien. Auf der eigenen Webseite betrieb Stone Island zeitweise sogar einen „Football Blog“.